# NGC 2895
NGC 2895 é uma galáxia espiral barrada (SBc) localizada na direcção da constelação de Ursa Major. Possui uma declinação de +57° 28' 59" e uma ascensão recta de 9 horas, 32 minutos e 24,8 segundos.
A galáxia NGC 2895 foi descoberta em 9 de Fevereiro de 1831 por John Herschel.